# Albaniens U/16-fodboldlandshold
Albaniens U/-16 fodboldlandshold er det nationale fodboldhold i Albanien, og landsholdet bliver administreret af Federata Shqiptare e Futbollit.